# Корпал, Михал
Ми́хал Ко́рпал (пол. Michał Korpal, 14 марта 1854 года, Краков, Австро-Венгрия — 31 марта 1915 года, Пельгржимов, Австро-Венгрия) — польский скульптор.

## Биография
Первоначально практиковался в скульптурном искусстве в мастерской каменщика Эдварда Стехлика, после чего поступил в 1870 году на обучение в Краковскую школу изящных искусств в класс Марцелия Гуйского. Школу изящных искусств закончил в 1873 году. С 1874 по 1880 год проживал во Львове, а после возвращения в Краков, где работал в мастерской Стехликов и Трембецких, а затем в студии Валерия Гадомского.
Скончался 31 марта 1915 году в Пельгржимове и был похоронен на Раковицком кладбище на квартале XXIb.

## Творчество
Является автором следующих скульптур:
- Вместе с Альфредом Дауном создал несколько десятков бюстов в парке имени Генрика Йордана;
- Скульптурная группа «Время Полонеза настало» на фасаде театре имени Юлиуша Словацкого в Кракове;
- Бюсты Николая Коперника и Яна Килинского в здании Краковского магистрата;
- Скульптура Римского папы Пия IX в соавторстве с Валерием Гадомским на фасаде краковской церкви святых Петра и Павла;
- Скульптуры Сигизмунда Августа и Яна Собеского в Стрелецком парке;
- Несколько бюстов на Раковицком кладбище.
- Памятник Тадеушу Костюшко в Жешуве.